# L'Almunia de Donya Godina
L'Almunia de Donya Godina (aragonès) (oficialment en castellà: La Almunia de Doña Godina) és un poble i municipi de 7.023 habitants en una confluència de vies de comunicació al nord d'Espanya. És la capital de la comarca de Valdejalón a l'Aragó dins de la província de Saragossa.
Entre els monuments destaquen l'església de l'Assumpció, amb una torre d'estil mudèjar, les construccions de l'orde de Sant Joan de Jerusalem, ja que fou seu d'una comanda de la Castellania d'Amposta, el convent de Sant Llorenç i l'ermita de Nuestra Señora de Cabañas.
L'economia es basa en l'agricultura, sobretot productes d'horta com les cireres, préssecs i pomes. Compta amb una creixent activitat industrial i un gran nombre de comerçois i supermercats per donar servei als visitants i a tota la comarca.
L'oferta educativa de l'Almunia està coberta des del preescolar, fins al batxillerat i la formació professional; fins i tot hi ha estudis universitaris. Compta amb dos col·legist, dos instituts i té la seu de l'Escuela Universitaria Politécnica de La Almunia de Doña Godina, adscrita a la Universitat de Saragossa.
Aquí va néixer el cineasta Florián Rey i hi va passar els últims dies Martín de Garay, ministre d'hisenda de Ferran VII.
Felip V li va concedir els títols de Molt noble i fidelíssima vila.

## Demografia
| 1991 | 1996 | 2001 | 2004 | 2005 | 2006 |
| ---- | ---- | ---- | ---- | ---- | ---- |
| 5061 | 5373 | 5715 | 6480 | 6779 | 7023 |

## Llocs d'interès

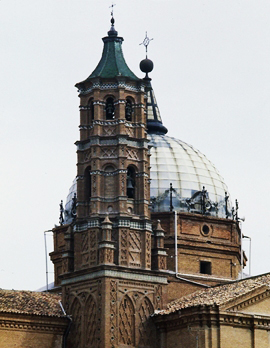
Nuestra Señora de la Asunción

### Església de l'Assumpció de Nuestra Señora de la Asunción
De l'arquitecte Julián Yarza y Ceballos, seguidor de Ventura Rodríguez. Es va començar el 1754. És una construcció de tres naus, revestida de totxo. Amb decoració només completada fins al creuer i amb un retaule anterior a la construcció.

#### Torre Mudèjar
Construcció de totxo de 40 m d'alçada, que té dues etapes constructives diferents. La primera és el cos de planta quadrada, del segle xiv, amb tres pisos. La segona té planta octogonal, és del segle xvi, també de tres pisos però decreixents i decoració de rombes.

#### Museu
Hi ha les peces que representen una visió a l'art de la vila durant la seva història, amb nombroses donacions de particulars. La peça més antiga és la Creu de Cabañas, feta amb fusta i que mostra els canvis del romànic al gòtic. També hi ha un bust fet per Pedró Lamaisón Carreño, del segle xvi, que representa la patrona Santa Pantaria.

### Conjunt arquitectònic de l'orde de Sant Joan de Jerusalem

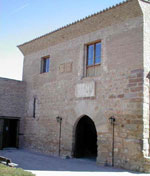
Palacio de San Juan

Aquest conjunt està format per l'església, l'hospital i un palau. L'església data de principis del segle xviii, tot i que anteriorment n'hi havia una altra adossada al palau. És d'estructura senzilla, només una nau amb capçalera recta i coberta amb volta de canó. A l'exterior es va utilitzar totxo excepte a la façana. Actualment és la seu de la biblioteca municipal. L'hospital és un edifici adossat al palau, presenta un desenvolupament longitudinal. Compta amb una nau amb arcs apuntats. El palau és una construcció de dues plantes, la baixa fou construïda amb rajol i les portes i finestres adovellades. El pis superior es va transformar al segle xix i actualment és de paret recoberta de rajol, abans devia ser de pedra. Potser hi va haver un tercer pis com a torre defensiva, ja que es conserven restes d'una escala de cargo. A l'entrada hi ha dos escuts de l'orde, la creu i l'àguila.

### Ermita de Nuestra Señora de Cabañas
És una església de tres naus, amb capçalera semicircular, construïda amb rajol i contraforts amb pedra. Algunes de les mènsules en forma de rotlle o tac procedeixen de l'església primitiva. L'absis de la dreta està decorat amb pintures de tema religiós i profà, així com amb escuts heràldics. També s'hi conserva una important pila baptismal.

### Convento de San Lorenzo (El Fuerte)
Actualment només en queda l'església, feta amb totxo i rajol, tot i que també hi ha pedra. De creu llatina, té capelles entre els contraforts. La capçalera és recta i després d'aquesta hi havia una altra capella on es trobava el sagrari i que s'hi accedia pels dos costats de l'altar.
L'aspecte exterior és sobri, amb grans contraforts. L'únic element decoratiu és la cornisa amb rajol a sota les ales del teulat.
La façana principal es troba avui dia parcialment tapada per les edificacions, passa el mateix amb la capçalera i un lateral.
Es pot destacar la presència de restes de la muralla, amb espitlleres, que fou destruït pels francesos durant la Guerra del Francès. Actualment tot el conjunt es troba en restauració.

## Festes
- Festes de Sant Sebastià, 20 de gener.
- Sant Jordi el 23 d'abril, Dia d'Aragó. Es degusten els ranxos i es fan jocs populars.
- Dance de Cabañas, el primer diumenge de setembre es fa un aplec a l'ermita de Cabañas.
- Del 24 al 29 de setembre hi ha les festes en honor de Santa Pantaria, patrona de la vila. Hi ha vaquetes, carrosses, concursos i jocs, així com balls i focs artificials.